# Penstemon haydenii
Penstemon haydenii är en grobladsväxtart som beskrevs av S. Wats. och Thomas Coulter. Penstemon haydenii ingår i släktet penstemoner, och familjen grobladsväxter. Inga underarter finns listade i Catalogue of Life.

## Bildgalleri

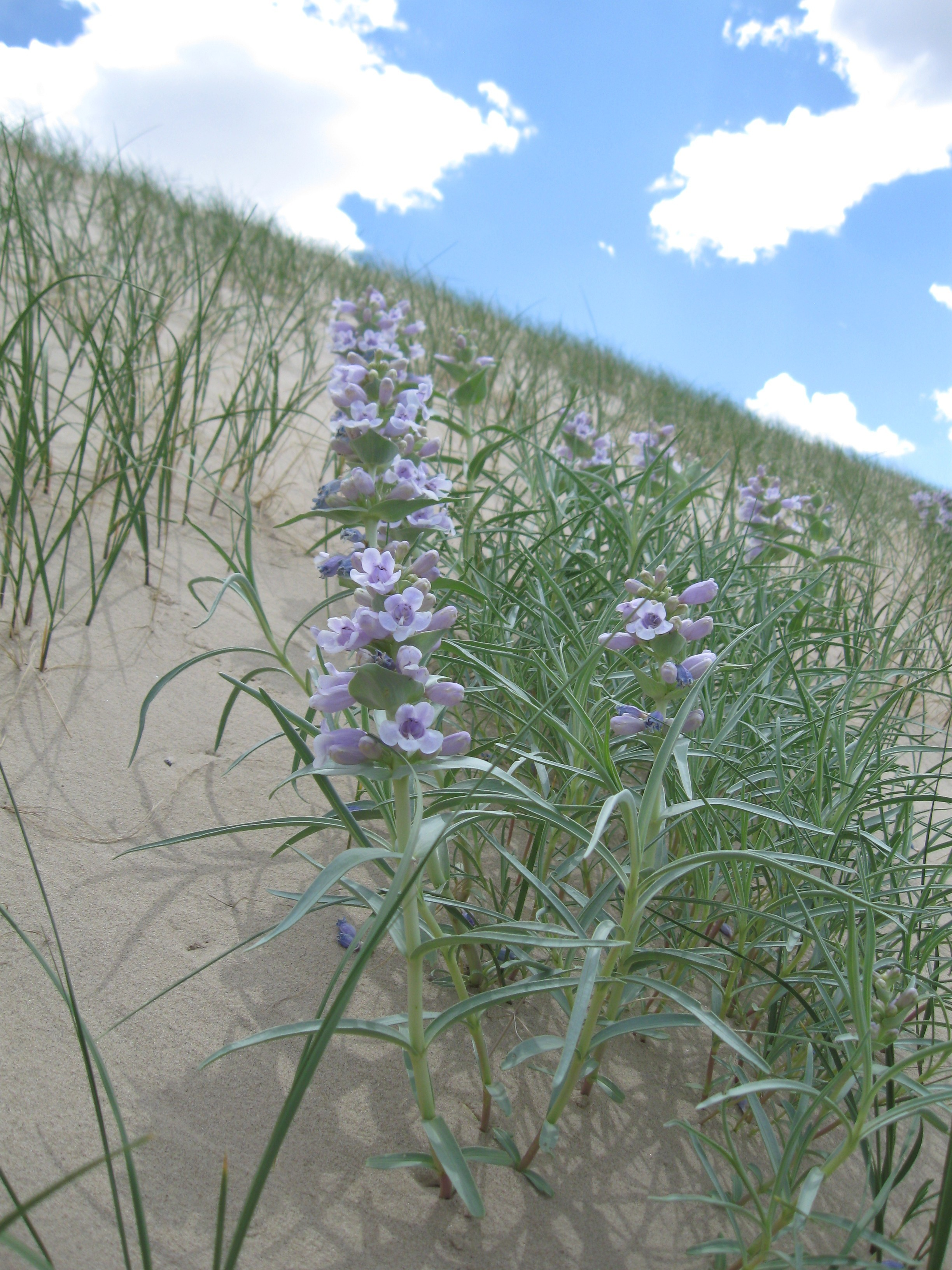
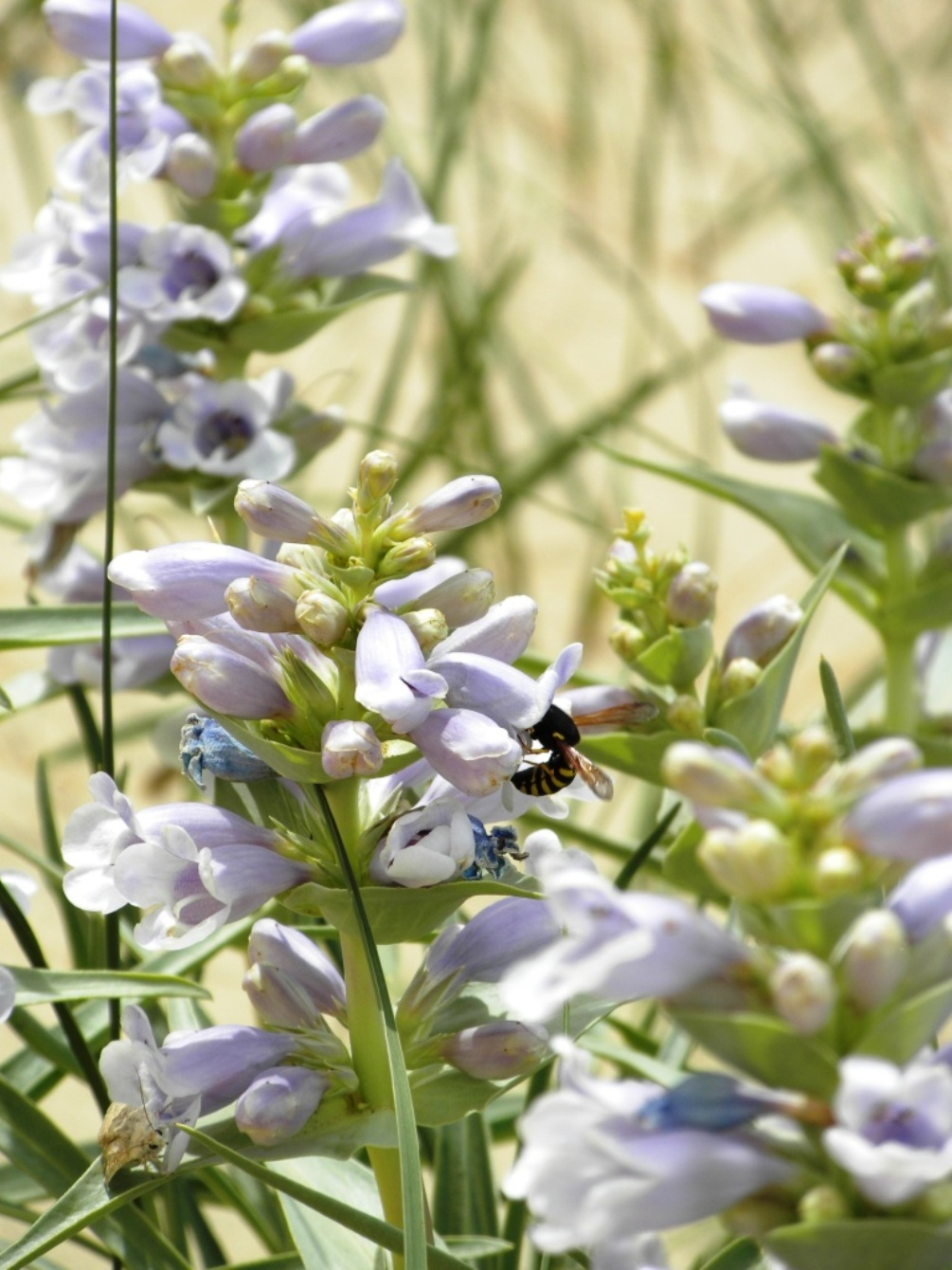
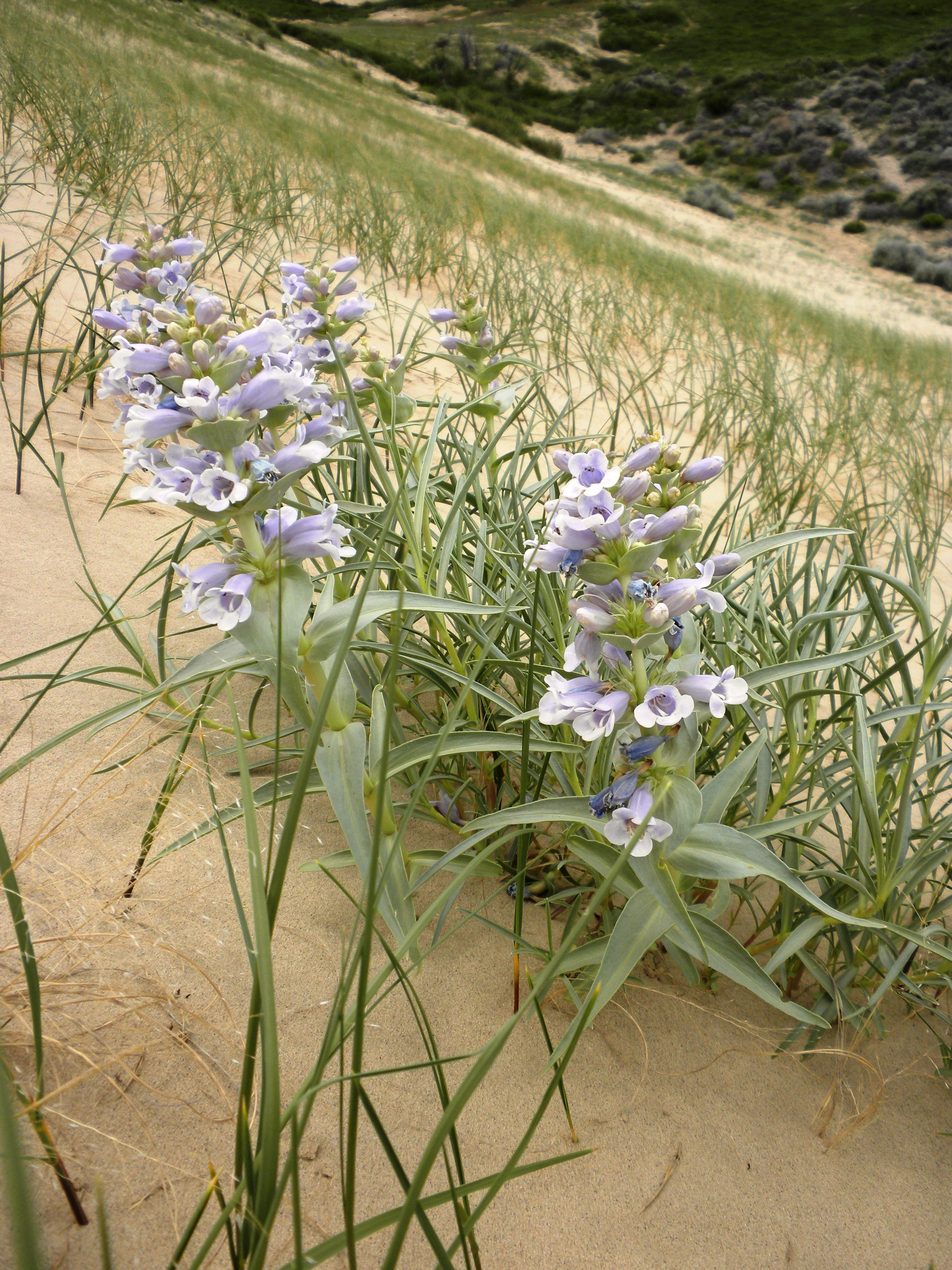
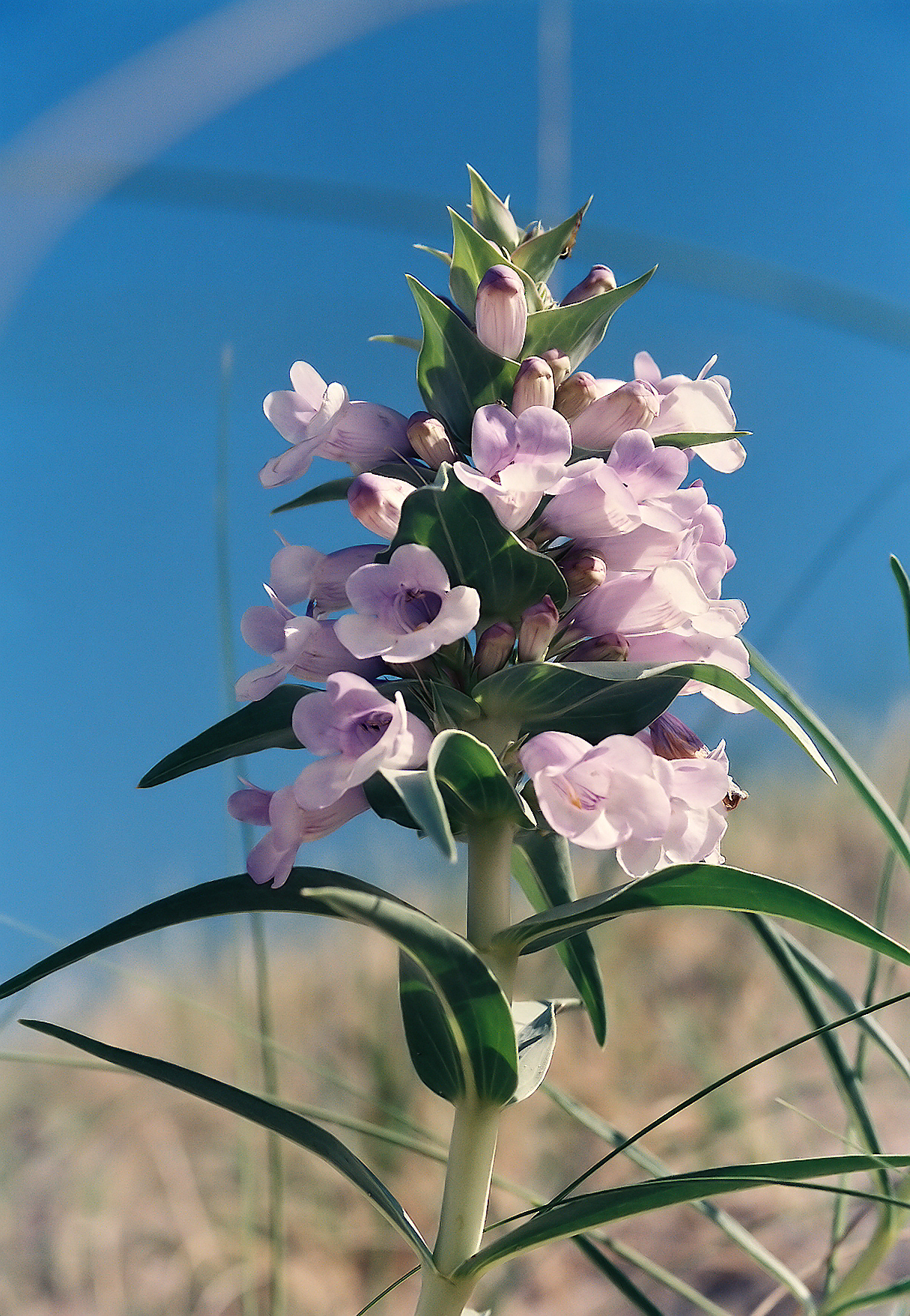